# Мишки против Юденича
«Мишки против Юденича» — советская немая короткометражная комедия, поставленная на киностудии «Севзапкино» режиссёрами Григорием Козинцевым и Леонидом Траубергом в 1925 году. Фильм до наших дней не сохранился.

## Сюжет
Фильм рассказывает о приключениях мальчика-газетчика Мишки, попавшего в штаб генерала Юденича.

## В ролях
- Александр Завьялов — Мишка, газетчик
- Полина Пона — шпионка белых
- Сергей Герасимов — шпик
- Андрей Костричкин — пара шпиков
- Евгений Кумейко — генерал Юденич
- Эмиль Галь — фотограф
- Янина Жеймо — мальчишка

## Съёмочная группа
- Автор сценария: Григорий Козинцев, Леонид Трауберг
- Режиссёры: Григорий Козинцев и Леонид Трауберг
- Оператор: Фридрих Вериго-Даровский
- Художник: Евгений Еней

## Факты
- Дебютный фильм Янины Жеймо. По воспоминаниям её дочери, после просмотра отснятой ленты шестнадцатилетняя актриса так не понравилась себе на экране, что впала в отчаяние. «Она ехала домой на трамвае и плакала, а кондуктор спросил её: „Девочка, что ты так плачешь, у тебя кто-то умер?“. Она сказала: „Да. Я“. То есть она считала, что как актриса она уже умерла»[1].
- В картине также сыграл первую роль на киноэкране актёр Андрей Костричкин; в ней дебютировал как актёр будущий известный режиссёр Сергей Герасимов. Они, как и Янина Жеймо, снимались затем ещё в нескольких фильмах Козинцева и Трауберга (Фабрика эксцентрического актёра — ФЭКС): «Чёртово колесо», «Шинель», «С.В.Д. — Союз Великих Дел», «Братишка».

## Критика
Историк кино Николай Лебедев писал: «Как и „Похождения Октябрины“, это была демонстрация эксцентрических трюков и цирковых номеров. Только площадкой для демонстрации на сей раз служат не крыша трамвая и не купол Исаакиевского собора, а штаб белогвардейского генерала Юденича, наступавшего на Петроград в суровом 1919 году».